# Nakanune
Nakanune (in russo Накануне?, "alla vigilia") era un giornale in lingua russa edito a Berlino e dedicato alla comunità russa della città che si concentrava attorno a Friedrichstraße.

## Storia
Alla redazione della rivista confluirono alcuni intellettuali russi emigrati a Berlino i quali non si riconoscevano nell'ideologia marxista-leninista ma riconoscevano come legittimo il potere bolscevico. La NEP introdotta in Russia nel 1921 fece sperare a questi gruppi di intellettuali che la rivoluzione si normalizzasse e, pertanto, attraverso il giornale, fondato nel marzo 1922, pubblicarono una serie di articoli volti a dimostrare che la Russia stava intraprendendo un processo di rinascita economica e che presto ci sarebbe stata una ripresa del capitalismo. Pertanto spronarono i connazionali emigrati a tornare in patria adducendo che le condizioni di vita non erano terribili come raccontato dalla stampa estera occidentale. Il giornale riscuote in Russia molto successo e alla redazione degli articoli collaborano molti scrittori e poeti (ad esempio Michail Bulgakov pubblica 25 racconti sulla rivista e sul suo supplemento letterario diretto da Aleksej Tolstoj). Due volte la settimana gli articoli dei collaboratori a Mosca vengono inviati a Berlino.

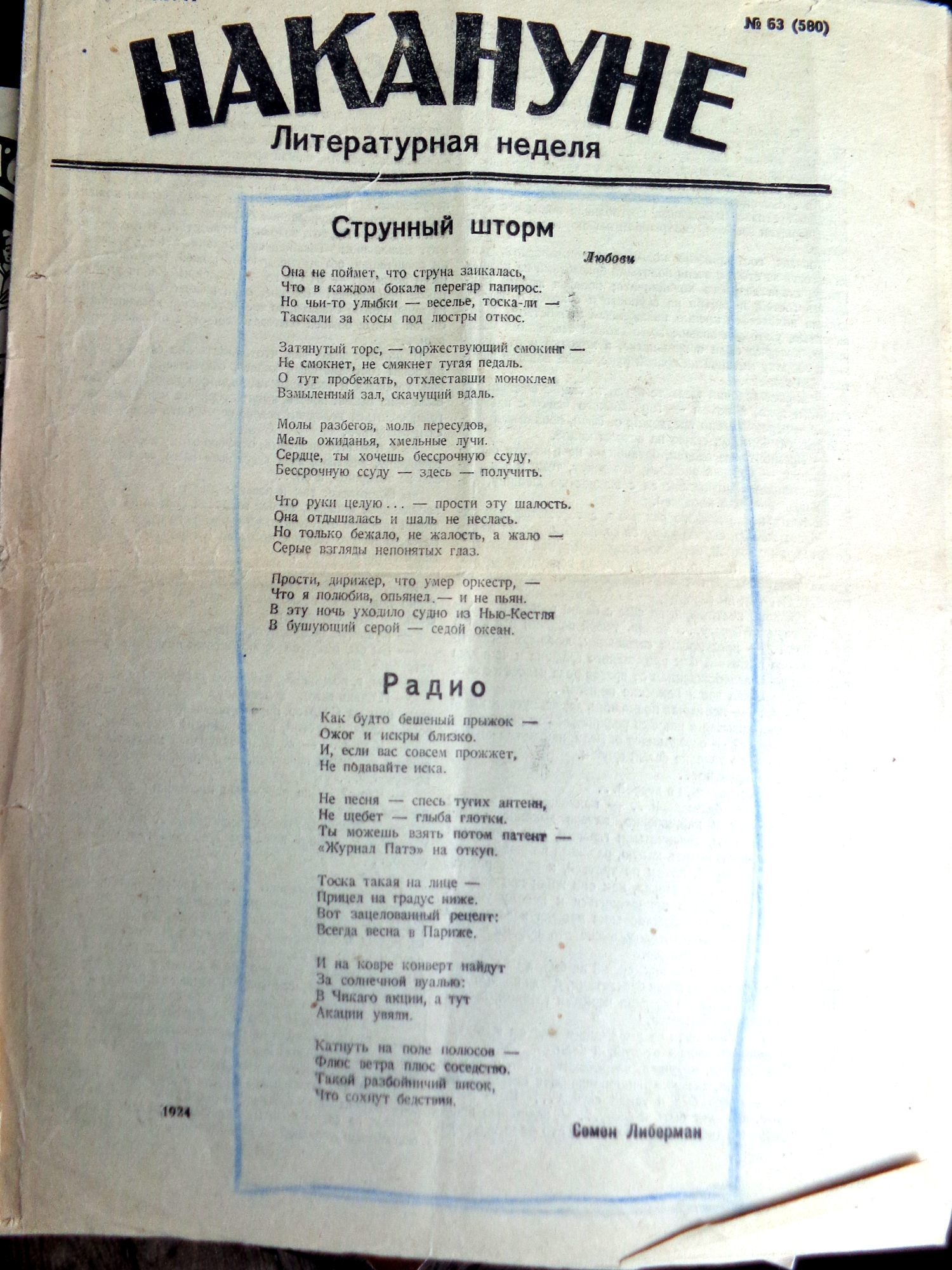